# Congost del Cairat
El congost del Cairat és un pas natural excavat pel riu Llobregat, que es troba als peus de la muntanya de Montserrat, i que travessa la Serralada Prelitoral Catalana. En aquest congost hi conflueixen els termes municipals de Collbató, Esparreguera i Olesa de Montserrat.

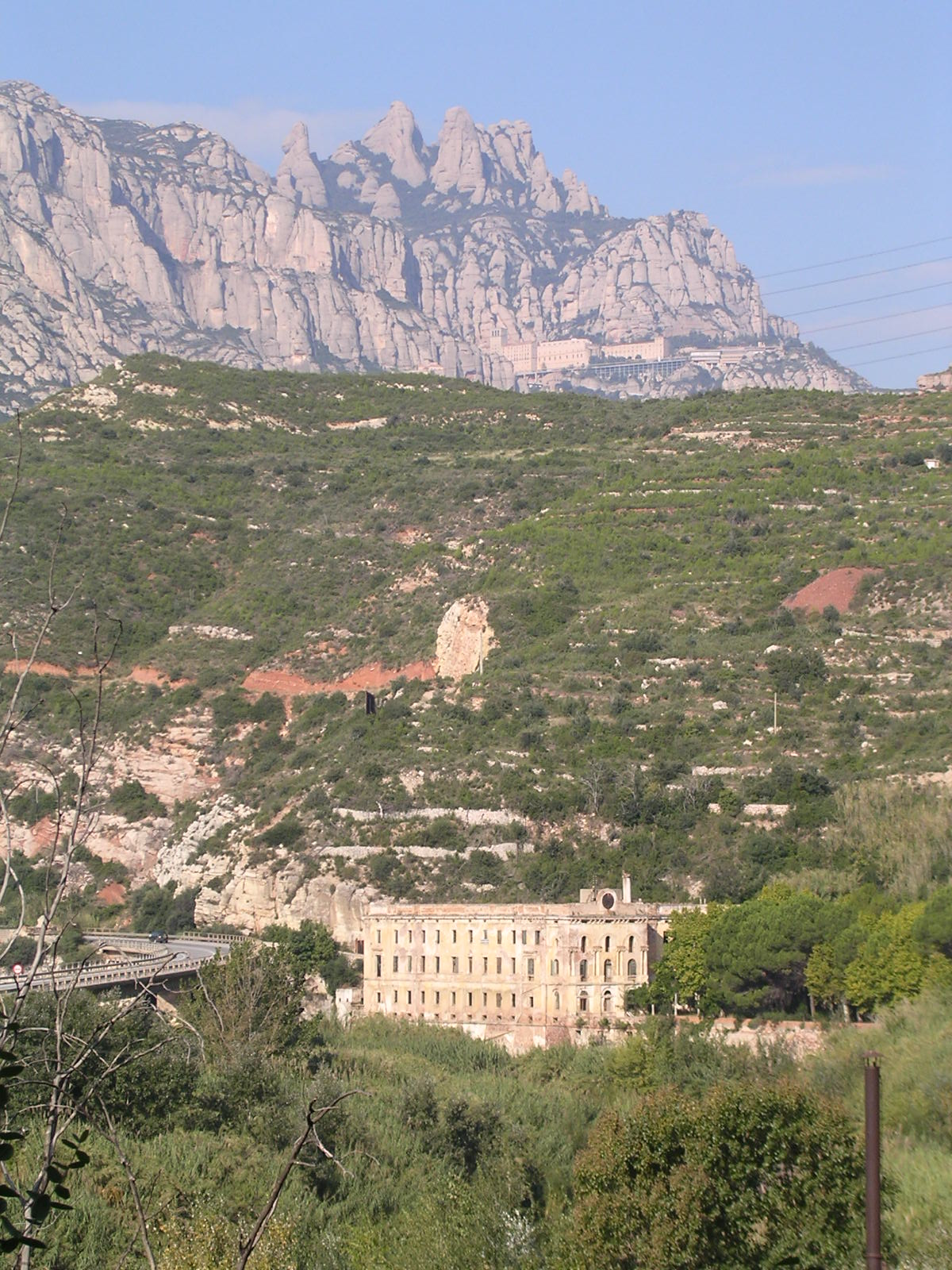
El Balneari de la Puda està ubicat al Congost del Cairat

Hi ha diferents masies com Can Paloma del Cairat, Can Tobella, Ca n'Astruc i l'ermita preromànica de Santa Margarida del Cairat.
També hi ha el balneari abandonat de la Puda de Montserrat amb les seves peculiars aigües sulfuroses.